# Маун Маун
Маун Маун (Бирм. မောငမောင [màʊɴ màʊɴ];11 января 1925 г. — 2 июля 1994 г.) — 7-й президент Мьянмы, известный писатель.

## Биография
Маун Маун был сыном адвоката. Он окончил BTN среднюю школу. В 1946 году получил степень бакалавра искусств в Рангунском университете. В 1949 году получил степень бакалавра права (BL) степени. Он был доцент кафедры английского языка в Рангуне университета, редактор Бирме Хить газеты, и помощник министра Бирмы железные дороги". В 1950 году он получил стипендию для учёбы в Великобритании. Он вошел в Ассоциации юристов открыт в Lincoln Guest House, Гааге. Он принял участие в работе международного права образования школы. Он получил степень доктор юридических наук из Университета Утрехт в Нидерландах в июне 1956 года. Он временно переехал в США, как приглашенный преподаватель политических наук и юго-восточных азиатских исследований при Йельском университете, с семьей. Во время своего пребывания в Йельском университете, он получил степень доктора юридических наук (JSD), 11 июня 1962 года.
У него было пятеро детей. Один из его сыновей в настоящее время занимает пост заместителя министра иностранных дел на SPDC, руководящий орган в Бирме. Он также занимал различные должности в сменяющие друг друга правительства Мьянмы, как генеральный прокурор, Верховный судья.
Маун Маун умер от сердечного приступа в Рангуне 2 июля 1994 года, в возрасте 69 лет.

## Публикации
1. Забытая армия (1946)
2. Лондонский дневник (1958)
3. Бирма в семье наций
4. Генерал Не Вин и политика Бирмы (Лауреат Национальной литературной премии в области политики)
5. Живая история
6. Сыну-солдату
7. Восстание 1988 года в Бирме